# 黎智英国安法案件
黎智英國安法案件指香港《蘋果日報》創辦人黎智英，及蘋果日報有限公司、蘋果日報印刷有限公司等三家公司被控違反《香港國安法》的案件。涉案4名被告涉嫌“串謀勾結外國或者境外勢力危害國家安全”、“串謀刊印、發佈、邀約發售、分發、展示及或複製煽動刊物”等罪名。該案件於2023年12月18日在西九龍裁判法院開審。
黎智英的審判對《香港國安法》的實施具有重要的意義，也為香港的司法獨立帶來了巨大的考驗，備受海內外的關注。

## 拘捕過程
2020年2月28日，黎智英與前支聯會主席李卓人﹑民主黨前主席楊森，被香港警方上門拘捕，被指涉嫌參與2019年的“831非法集會”，黎智英同時被加控一條涉嫌於2017年6月4日恐嚇一名報館記者的“刑事恐嚇”罪名。
2020年4月18日，香港警方以非法集結罪名拘捕黎智英，稱其涉嫌於2019年8月18日、10月1日及10月20日參與未經批准的集會。
2020年7月，黎智英接受《壹週刊》專訪時抨擊中共制定《香港國安法》，並公開斥責中共中央總書記習近平是「毛澤東的化身」及「人類有史以來最極端的獨裁者」。
2020年8月10日，香港警方國安處拘捕黎智英等7人，包括黎智英的兒子黎見恩及黎耀恩，壹傳媒集團的四名時任高層包括行政總裁張劍虹、行政總監黃偉強、營運總裁兼財務總裁周達權及動畫總經理吳達光。香港警方還同時通緝了黎智英在海外的助手Mark Simon （页面存档备份，存于）。當日香港警方派出近200名警員到將軍澳壹傳媒大樓搜查逾8小時。

## 保釋
2020年8月12日，黎智英交付30萬元港幣保釋金、20萬元港幣人事擔保，並被凍結5,000萬元港幣獲准保釋，旅遊證件被沒收。2020年12月2日，黎智英就涉嫌違反《國安法》到警署報導後被通宵扣查一晚並落案控告欺詐罪，其3日被押往西九龍裁判法院，被拒絕保釋。
12月11日，黎智英被加控“勾結外國或者境外勢力危害國家安全”的罪名，案件12月12日於西九龍裁判法院提堂。黎智英是《國安法》首名被落案控告此罪名的人。12日，控方申請押後案件，以待警方作進一步調查，法官蘇惠德決定押後案件至2021年4月16日，同時拒絕黎智英保釋。
12月23日，黎智英被關押20日後被押送至高等法院並申請保釋，獲國安法指定法官李運騰批准以一千萬元港幣保釋，規定他除了到警署及法庭應訊外，24小時不得離開其住所。然而，香港律政司不認可高等法院的保釋決定，繼而向終審法院上訴，認為根據《國安法》第42 條有關保釋門檻的解釋，黎智英等候結果間應該被關押。12月31日，終審法院批准律政司的上訴，發佈臨時扣留命令，裁定黎智英須繼續關押，律政司的上訴正審排期至2021年2月1日。2021年2月9日，香港終審法院裁定律政司對黎智英的保釋上訴得直，撤銷高院對黎智英的保釋決定。終院認為，高院批准黎智英的保釋時，錯誤詮釋《國安法》第42條涉及保釋的有關規定，因此黎智英須繼續還押。

## 搜查新聞材料
香港警方國安處於2020年8月10日拘捕黎智英時，經法院批准檢取了大批資料。8月13日，《蘋果日報》入稟高等法院，認為警方搜查壹傳媒大樓、被捕者寓所超出搜查令許可權，要求高院裁斷警方搜獲證物是否涉及新聞材料及有“法律專業保密權”的文檔，高等法院於2021年2月裁斷暫時封存相關資料。
2022年7月8日，法院發佈手令，批准香港警方搜查從黎智英手機獲取的新聞資料。8月10日，黎智英聲稱警方在其手機取得的證據不屬於“新聞材料”，認為裁判官無權根據《國安法》第43條發出搜查令。2022年9月，法庭庭駁回該申請，稱為了有效防範、制止及懲治危害國家安全的行為，警方必須展開任何有必要的搜查行動，調查可能包含危害國家安全罪行證據的任何物件。

## 起訴
黎智英一共被控《國安法》相關三項罪。一是黎智英連同壹傳媒集團旗下的蘋果日報有限公司、蘋果日報印刷有限公司及蘋果日報互聯網有限公司被控“串謀刊印、發佈、邀約發售、分發、展示及或複製煽動刊物”罪，指控在2019年4月1日至2021年6月24日，他與前壹傳媒行政總裁兼張劍虹、前《蘋果日報》副社長陳沛敏、前總編羅偉光、前執行總編林文宗、前英文版執行總編馮偉光、前社論主筆楊清奇串謀發佈煽動刊物。二是黎智英連同三家公司被控“串謀勾結外國或者境外勢力危害國家安全”罪，指控於2020年7月1日至2021年6月24日，與6名前蘋果高層串謀請求外國或境外機構、組織、人員，制裁封鎖中國或香港特區。三是黎智英單獨被控“串謀勾結外國或者境外勢力危害國家安全”罪，指控在2020年7月1日至2021年2月15日，他與陳梓華、Mark Herman Simon、李宇軒、劉祖迪等串謀外國或境外機構、組織、人員，制裁封鎖中國或香港特區。

### 中國全國人大首次就《國安法》釋法
黎智英欲聘請英國御用大律師Tim Owen來香港替他辯護，高院首席法官潘兆初於2022年10月19日批准同意Tim Owen參與該案件，律政司不服上訴至終院，11月28日遭終院駁回。隨後，香港政府提請全國人大常委會釋法，希望獲得關於“在港沒有全面執業資格的律師或大律師，是否可以參與國安案件的審理”的解釋。中國第十三屆全國人大常委會會議於12月30日表決通過《港區國安法》第14條和第47條的解釋，指明當沒本地全面執業資格的海外律師或大律師能否參與國安案件存在爭議時，香港法院應向行政長官取得證明書，或由香港國安委判斷決定。
黎智英分隨後入稟高院提出司法復核，要求律政司宣佈人大釋法不影響法院早前批准Tim Owen來港為其抗辯的決定，又指國安委建議入境處拒絕向他批出簽證，僭越《國安法》權力。2023年5月19日，高院首席法官潘兆初駁回復核申請，指法院對國安委的工作沒有司法管轄權。黎智英就此提出上訴，案件排期至2024年4月16日審理，預計需時一天。黎智英還稱政府阻撓Tim Owen來港抗辯為“迫害”“出於惡意”，申請終止聆訊，2023年5月29日遭《國安法》三民指定法官杜麗冰、李素蘭及李運騰一致駁回。

### 案件審理兩度押後
案件原定於2022年12月1日審理，法官杜麗冰綜合考慮人大釋法及辯方律師Tim Owen的檔期，將案件押後至2023年9月25日。其後，案件在2023年8月18日進行審前審核時，由於由法官李運騰審理的“47人案”仍在進行中，三名法官決定將案件推遲至2023年12月18日開審，預料審期增80日。

### 審訊不設陪審團
2022年8月，律政司司長林定國根據《香港國安法》第46條相關規定，出於保護國家秘密的考量，由於該案件具有“涉外因素”，宣佈不設陪審團。

## 開審
2023年12月18日，黎智英國安法案件於香港西九龍法院開庭審理。控方由副刑事檢控專員周天行、助理刑事檢控專員張卓勤代表等。黎智英由資深大律師彭耀鴻、大律師關文渭、來自新西蘭且有香港職業資格的御用大律師Marc Corlett代表。

### 檢控時限的爭議
2023年12月18日至19日（開審第一及第二日），控辯雙方就檢控時效是否逾期進行辯論。辯方爭議，煽動罪須於犯罪後6個月內作出檢控，本案涉及的160篇文章中，第一篇發佈於2019年4月1日，最後一篇發表於2021年6月24日，按最後一篇涉案文章推算，審理期限應為同年12月24日之前，而控方於同年12月28日才正式控告黎智英將其帶上法庭，顯然超出檢控時限4天，質疑法庭是否擁有司法管轄權處理本案件。控方指出，“串謀”發佈煽動文章行為具持續性，文章內容相互關聯，案件需要考慮2019年4月1日至2021年6月24日《蘋果日報》停刊前所有的文章發佈行為，將其視為同一個犯罪計畫；同時，控方在2021年12月13日已向法庭提交檔提出檢控，不應以將黎智英帶上法庭加控的時間計算。
12月22日（開審第三日），三名法官一致裁定“串謀刊印及複製煽動刊物罪”屬於持續犯罪，“串謀協議”以第一篇涉案文章發佈後達成，在最後一篇涉案文章發佈後結束來計算是合理的，因此檢控時限至2021年12月24日結束；三名法官裁定控方是在2021年12月14日開始檢控，因此未超過檢控時效，法庭具有司法管轄權就該案件進行審理。

### 控方宣讀開案陳詞及承認事實
2024年1月2日至16日（開審第四日至十日），法庭聽取被告黎智英的答辯，控方進行開案陳詞。黎智英否認連同其三家公司被指控的“串謀勾結外國勢力”及“串謀發佈煽動刊物”三項罪。針對黎個人的“勾結外國勢力罪”，控方則申請存檔法庭，獲批准。
控方指出，黎智英在2019年香港返修例社會動亂期間，假借爭取自由民主之名，以《蘋果日報》作為平臺，連同《蘋果日報》高層及“重光團隊”串謀外國及境外勢力危害國家安全，煽動群眾示威，呼籲國際社會制裁中國中央政府及香港特區政府，共發佈161篇煽動性文章。控方提到以下具體指控：
- 黎智英自2019年6月起至《國安法》實施後，多次接觸境外政要，包括美國前副總統彭斯、美國前國務卿彭培奧，商討對中國大陸及香港官員的制裁，聯絡“香港監察”創辦人羅傑斯等境外勢力及社運組織串謀推動制裁，遊說英國、日本、新西蘭等國家對中國大陸及香港進行制裁[49][51][52]；
- 反修例運動前，黎智英指示張劍虹訪問林榮基呼籲群眾遊行示威反對《逃犯條例》，通過“香港監察”創辦人羅傑斯聯絡前港督彭定康評論《逃犯條例》以擴大群眾示威的影響[53]；
- 《香港國安法》實施前，黎智英指示推出《蘋果日報》英文版，開拓媒體“國際線”以獲取海外關注，集中報導“黃”觀點，不需要內容的平衡，以獲取特朗普政府的支持[54]；
- 黎智英於2020年5月開設Twitter帳戶，追蹤多國政要，包括時任美國國務卿蓬佩奧、時任台灣總統蔡英文等[55]；
- 黎智英曾組織推動《蘋果日報》網上訂閱制，將30萬港元捐予現已解散的“民間人權陣線”基金，支持反修例運動[56]；
- 黎智英出資支持“重光團隊”，疑似幕後首腦，串謀李宇軒、陳梓華、劉祖迪等人，組織“全球登報”等行動，推動英美等國制裁中國[57]；
- 黎智英在《國安法》實施後，曾多次接受外國媒體訪問，並直播節目《Live Chat with Jimmy Lai》，聲稱要獲得“歐美支持”，宣揚境外對中央政府的憎恨，推動外國制裁中國大陸及香港[58]。

1月8日（開審第七日）起，控方讀出承認事實，包括黎智英手機發現與助手Mark Simon、美國前國防部長Paul Wolfowitz、美軍前副參謀長Jack Keane等的通訊記錄；日經曾通過電子郵件與李宇軒等前香港眾志成員、周庭聯絡；《蘋果日報》電子版訂閱收入每月約3.75千萬港元等。
1月9日（開審第八日）起，控方開始傳召證人，讀出香港大學電腦系教授鄒錦沛證人供詞，分析Signal自動銷毀訊息、TG秘密對話及設隱藏電話號碼等社交媒體的功能；根據香港警方國安處的調查，發現李宇軒曾收到超過1.4千萬港元的不明來歷的匯款，並提取980萬港元支付全球登報費，發現Mark Simon曾給泛民組織轉賬上千萬港援，也發現黎智英曾通過名下公司向泛民組織及美國前副國防部長匯款；香港城市大學法律學院教授王貴國的專家報告指出，黎智英的串謀行為可能導致外國的制裁行動。
1月16日（開審第十日），辯方爭議專家報告與兩項國安罪的控罪元素並無關聯性，稱證人沒有看過被告的通訊記錄，報告不具有參考意義。然而，法官判詞表示批准兩份專家報告呈堂，認為專家證人王貴國的供詞，有助法庭理解美國針對中央及香港政府的相關行動，且外國無權干涉香港法律對本案件的裁定。

### 前壹傳媒行政總張劍虹作供
2024年1月17日至2月2日（開審第十一日至第二十二日），控方首名“從犯證人”、前壹傳媒行政總裁張劍虹開始做供。1月17日，張劍虹提到2019 年反修例運動開始，黎智英曾指示通過《蘋果日報》獲取西方國家的關注，讓更多市民上街遊行示威，以此向中央政府及香港政府施壓。張劍虹稱，2014 年占中運動是個“分水嶺”，黎智英此後積極參與《蘋果日報》報刊的採編運作，並介紹《蘋果日報》主要員工的分工及日常的採編流程，強調黎智英的指示較為強硬，無人敢修改黎智英專欄的內容，繼而使得《蘋果日報》變成一份對抗中國中央政府及香港特區政府的報刊。
1月18日，張劍虹提到黎智英於2020年5月推出《蘋果日報》英文版，希望獲得美國讀者的關注，黎智英要求文章內容“偏黃”，內容必須與抗爭、逆權、制裁有關，不需要新聞平衡，不需要發表對中國有利的“親中”文章。
1月19日，張劍虹提到黎智英曾於2019 年4 月指示張劍虹在臺灣採訪銅鑼灣書店店長林榮基以推動“428 反送中游行”；黎智英在與美國時任副總統彭斯、國務卿蓬佩奧會面後非常激動，讓《蘋果日報》的編采政策變得偏激，他要求報導要充斥暴力和激進。
1月23日，張劍虹提到在中國全國人大宣佈訂立香港《國安法》時，黎智英蘋果日報呼籲“一人一信救香港”，呼籲市民寫信給美國時任總統特蘭普，給中國施加壓力阻止《國安法》的修訂；黎智英通過《蘋果日報》吹捧特朗普政府等境外勢力，以獲取《蘋果日報》的政治保護；黎智英主張“和勇不分”，並親身參與、支持遊行示威，吸引學生訂閱《蘋果日報》，以此讓更多年輕人上街遊行。
1月24日至25日，張劍虹稱黎智英強調英文版《蘋果日報》不要平衡報導，以此塑造中國共產黨打壓香港社會的形象，以塑造美國人在新冠疫情後的反中情緒，引發美國社會對中國的敵意，誘發美國採取敵對行動；他指出《蘋果日報》曾為“黃色經濟圈”的抗爭運動提供支持；黎智英在被關押後，《蘋果日報》的採編政策仍然保持和原來一致。
1月26日，張劍虹稱在《國安法》生效後，黎智英揚言要“去到盡”；在敏感時期仍然仍然邀請美國退休將軍Jack Keane等境外人物在直播節目“Live Chat With Jimmy Lai”出鏡。
1月31日至2月1日，辯方就《蘋果日報》內部採編會議等事宜開始盤問張劍虹。張劍虹稱，儘管他相信民主、言論及新聞自由等價值觀，但他並不認同黎智英下達的所有編采指示並強調自己和黎智英對報刊的運營存在分歧，他本人支持和平示威，但《蘋果日報》採編自由度小，他無法違背黎智英的採編指示。辯方指出張劍虹是想將罪責推給黎智英以得減刑，稱張劍虹在2021年11月向高院申保釋被拒後，一名警長曾到荔枝角收押所與他會談6 小時，第二日他立即向警方表示想為成控方證人。張劍虹否認與該警長的會面和他決定成為控方證人有關。

### 前《蘋果日報》副社長陳沛敏作供
2024年2月2日至3月1日（開審第二十二日至第三十六日），第二位“從犯證人”、前《蘋果日報》副社長陳沛敏開始做供。
2月2日，陳沛敏稱在2014年香港佔領中環運動後，黎智英在國際上的知名度增加，並減少《蘋果日報》娛樂版的新聞。2月5日，陳沛敏開始闡述《蘋果日報》的運作，稱黎智英的方針傾向會影響報刊整個的採編決定，曾下達指示通過報導恐嚇中國內地的港商，讓他們對《逃犯條例》的風險產生恐懼，阻礙香港與大陸的生意往來，從而對香港建制派造成威脅。
2月6日，陳沛敏供稱，黎智英示威抗爭、反對《逃犯條例》的修訂，非常重視遊行人數，想盡辦法推動市民上街遊行。2月7日，陳沛敏供稱，在2019年7月1日的立法會暴動後，黎智英希望為涉案的青年平反，以爭取市民諒解和支持，並擴散“同情”的情緒，想方設法讓市民支持反修例運動。2月8日，陳沛敏承認《蘋果》曾在反修例運動期間發佈《2019 自由之夏》特刊，刊登煽動性的暴力圖片，表明扣除成本捐贈給“612人道支援基金”，宣傳稱要“推到國際”。
2月9日，陳沛敏供稱2020年新冠疫情爆發初期，黎智英認為中國政府對新冠疫情有所隱瞞，指示《蘋果日報》故意使用“武漢肺炎”等字眼。
2月20日至22日，陳沛敏供稱，2020年，受專欄作家馮晞乾的建議，黎智英黎計畫推出《蘋果日報》的英文版來“打國際線”，希望獲得美國社會支持，為《蘋果日報》提供政治保護。另外，陳沛敏提到她在被捕後，已向公司辭職，覺得《蘋果日報》應該停刊了，不少同事也感到擔憂。陳沛敏供稱，她不同意黎智英以《蘋果日報》的名義宣傳“一人一信救香港”的行動，但黎智英的態度非常頑固和堅決，使得報刊員工無法反對。陳沛敏稱，黎智英在《國安法》生效後曾要求她製作“制裁名單”，收錄港區全國人大代表、港區全國政協委員、特區政府官員等人物，推動特朗普政府取消香港的特殊待遇，但她並未按照改要求執行；同時黎智英繼續主持個人節目“Live Chat with Jimmy Lai”並邀請外國嘉賓對談，收到報刊許多同事的質疑和擔憂，但黎智英態度非常強硬。
2月26日至29日，陳沛敏供稱，她並不認同黎智英自由、民主價值觀的全部，但黎智英作風強勢，曾不滿《蘋果日報》對特朗普政府的負面報導，在《國安法》生效、黎智英在被捕後也仍未改變《蘋果日報》的採編方針，公司內部為繼續使用過“閹割選舉”、“武漢肺炎”等誇大字眼而感到擔憂。辯方詢問《蘋果日報》是否享有採編自主權，陳沛敏稱黎智英態度強硬時，她個人對新聞選題及報導風格的判斷會受到影響。
3月1日，陳沛敏承認黎智英是泛民支持者，在2019年反修例運動、衝擊立法會事件後，他不希望示威結束，認同“和勇不分”，指示多去採訪示威者，進而影響群眾對社會民聲的判斷。

### 前《蘋果日報》主筆楊清奇作供
3月4日至12日（開審第三十七日至四十三日），第三位“從犯證人”、前《蘋果日報》主筆楊清奇開始做供。3月4日，楊清奇確認，報刊的採編會議“飯盒會”並不是讓同事討論問題，而是接受黎智英的指示，黎智英要求報刊的評論文章立場必須和他一致，角度需要“鼓勵抗爭”。楊清奇確認，《蘋果日報》在反修例事件後新聞角度更加激進，黎智英在2020年想通過社交媒體擴大影響力、為民主運動人士桑普等開專欄等細節，並提到在2020年臨近國安法出臺和同事一同到黎智英的住所參加晚宴時，大家都擔心黎智英是否會因為《國安法》被捕，但黎智英表示他不怕被捕，若被捕“更加證明到中共同香港政府對人權慨打壓，同時打壓新聞自由”，黎智英相信美國、英國同歐洲不會坐視不理，認為美國對中國的制裁能夠改善香港的人權狀況。
3月5日，楊清奇確認《國安法》實施後自由作家出於對安全的擔心來稿減少，黎智英曾吩咐尋找海外作者，遊說中央黨校被除名教授蔡霞等撰文。
3月6日，控方在楊清奇手機撿取與黎智英的手機對話截圖，發現黎智英承諾每月給楊清奇支付一萬港元作為他為黎智英twitter帳號供稿的報酬，楊清奇表示黎智英最終並沒有給他任何報酬。楊清奇提到報刊的評論文章的立場反映了《蘋果日報》及黎智英的看法，黎智英欣賞的作者撰文必須要被發表。楊清奇稱，2017年以前，黎智英曾邀香港建制派人士為《蘋果日報》撰稿，但2018年以後黎智英的人選風格發生轉變，2019年以後再也沒有邀請建制派為報刊撰稿。
3月7日，楊清奇稱黎智英的用人風格具有兩面性，一方面既會慷慨地在《蘋果日報》上市時給員工發股票，報刊成立初期的部分高層因此變成千萬、億萬富翁；另一方面，他用人方式殘忍，總是要求採編風格“求新求變”，編輯和高層換得很頻繁，用人用到極致。楊清奇確認羅冠聰被通緝後仍有向《蘋果日報》投稿。
3月8日，楊清奇說在國安法實施后黎智英未要求改變《蘋果日報》支持制裁的立場，為避免違法，《蘋果日報》以「打擦邊球」方式在論壇版調整表述，《蘋果日報》寫手及高層的決定都會收到黎智英的影響。其他重點包括，李柱銘為《蘋果日報》專欄作者，文章角度較強調法治，他對《國安法》表達擔心；另一初選案被告，民主黨前主席胡志偉則為自由撰稿人，其文章多為支持抗爭和制裁林鄭等香港官员爲主。
3月9日，楊清奇說《蘋果日報》的報道經常呼籲群眾上街，爲了當美國加強對中國的進攻政策時，能夠主動提供目標讓美國攻擊香港。 他還提出，黎智英支持「和勇不分」，曾發文章宣傳西方國家對中國及香港地區的制裁成效，認為西方國家不會放緩對中國的制裁。
3月12日，楊清奇說《蘋果日報》的採編風格為「鳥籠自主」，意味指，黎智英設定報道的基本立場，定製「鳥籠」，採編人員在「鳥籠」內有一定自主權，但不可以超過這個框架，若作者不遵循《蘋果日報》的觀點他可能會換作者。黎智英認爲，若他被捕会引起美、英等国的制裁行动。

### 「12 港人」之一李宇軒作供
3月13日至4月11日（開審第四十四日至五十八日），第四位從犯證人、「12 港人」之一、「香港故事」成員李宇軒作供。3月13日至17日，李宇軒供出，他曾與律師助理陳梓華計劃在2019年G20峯會舉辦之際登報，將香港反修例運動期間「引人注目的示威場面」帶到國際舞台，引起國際關注，爭取國際社會對「示威者」的支持。當時需資金墊支「G20全球登報計劃」廣告費，眾籌的700萬元未能及時到賬，經陳梓華協助找人出資500萬元，出資者為Lais Hotel Properties Limited及香港公司力高顧問有限公司，兩家公司由黎智英及其私人助理Mark Simon持有和控制。其中一筆《朝日新聞》的廣告客户為前「香港眾志」，李宇軒估計這是由周庭牽線聯絡的。李宇軒供出，陳梓華認識黎智英和其助手Mark Simon，李宇軒和Mark Simon也是由陳梓華介紹認識的。
3月17日至20日，李宇軒供出他經陳梓華介紹認識「攬炒巴」劉祖迪，與其一同在英國以《中英聯合聲明》為主題，成功眾籌30萬英鎊。第二次眾籌時，劉祖迪希望將眾籌登報擴展成實質的整治行動，呼籲英國會議員對中國實施制裁。因登報需要，李宇軒等人成立「Stand with Hong Kong」（重光團隊），劉祖迪為該團隊精神領袖。第三次「G攬」的眾籌活動中，需要美國的美元户口，轉至「The Project Hong Kong Trust」的美國户口，查實由三名美國公民控制，共籌得180萬美元，Mark Simon曾借出賬户供眾籌平台處理款項，以免香港銀行干預。李宇軒確認一筆西班牙《世界報》刊登廣告的費用1.85萬歐羅（約15.8萬港元）由黎智英和Mark Simon控制的加拿大公司Lais Hotel Properties Limited墊付；「G攬」還曾向《日經新聞》登報，由周庭聯絡，支付約147萬元廣告費。李宇軒說，「重光團隊」組織鬆散，並非為爭取「制裁港共」而成立，共識為「爭取香港自由」，「制裁只是一個手段」。
3月21日至25日，李宇軒提到他曾在2019年11月安排外國政客的監票團來港監察區選，邀請英國上議院議員阿爾頓勳爵（Lord Alton），並與民主黨主席李柱銘和前政務司司長陳方安生會面，辦監選團曾擔心經費不足，因此Mark Simon曾墊支50萬。李宇軒經朱牧民安排，曾在2019年12月赴美與4名共和黨國會議員Rick Scott、Todd Young、Marsha Blackburn及Ted Cruz會面，製作建制派制裁名單，超過141人，目標包括林鄭月娥。 李宇軒提到，他2020年5月與劉祖迪商議後決定發起第4次眾籌計劃「重光計劃」，當時香港即將訂立《國安法》，團隊不想身在香港的他負責眾籌，以免資金被凍結，因而李宇軒不再負責眾籌工作。
3月27日至4月9日，李宇軒承認他曾於2020年6月協助英國保守黨人權委員會委員裴倫德成立「對華政策跨國議會聯盟」IPAC，集合關心中國議題的英國國會議員，涉及《港區國安法》、各國與中港之間的引渡條例等議題。裴倫德在籌組IPAC時，曾聯絡黎智英報告有關情況及協助宣傳，還曾請李宇軒協助前期工作，包括設立網頁、遊説日本議員參與等。當時的通訊記錄顯示，裴倫德曾提及利用香港「未來半年會發生的事」來「打倒中共」，香港或因此受牽連。李宇軒回應指「我們樂意扮演這角色」，即「攬炒」，並確認自己樂意付上代價。李宇軒確認，2020年7月他曾列席「對華政策跨國議會聯盟」的會議，會議分別檢視香港的移交逃犯協議，出席者包括英國、澳洲、新西蘭等地的國會議員；組織還討論「對華減少戰略依賴」，出席者包括前香港眾志創黨主席羅冠聰、及前本土民主前線召集人黃台仰，兩人曾在會上講述香港在《國安法》實施後的情況。李宇軒還提及他曾於陳梓華串謀在海外組建「流亡政府」，但因找不到合適「枱麪人」作罷。
4月10日至11日，李宇軒指出他與黎智英從未見面或通訊，但在2019年9月29日會面美國參議員Rick Scott時，首次接觸黎智英私人助理Mark Simon，也是唯一一次，之後再沒有通過電話或視頻聯繫。李宇軒提到，陳梓華曾表示，「勇武」可以製造混亂令政府無法實際進行管治，其「勇武隊」曾參與「721 白衣人」事件、中聯辦示威、2020 年口岸爆炸品事件等；陳亦提及，若要組成流亡政府及成立軍隊，以色列軍隊可訓練「勇武」，但不清楚他當時是幾認真。

### 前法律助理陳梓華作供
4月12日至5月7日（開審第五十九日至第七十一日），第五位從犯證人、法律助理陳梓華作供。4月12日，陳梓華供稱，他在2019年6月「G20」眾籌登報行動時，透過李柱銘認識黎智英，助手Mark Simon說計劃符合他們的政治主張，話黎願意墊支 500 萬元。「G20」登報行動後，黎智英和Mark Simon表示非常滿意成效，稱若團隊願意繼續發展，他們願意協助。
4月15日至16日，陳梓華供稱，他與黎智英在2019年7月首次見面，黎智英曾提出讓他幫助聯絡「勇武派」領袖，希望「勇武派」剋制，認為再進行街頭破壞會導致香港失去國際社會（特別是美國）的支持。陳梓華認爲黎智英不支持濫用暴力，曾對「馬鞍山燒人事件」感到害怕，認為應以「和理非」為抗爭手段，承認黎智英知曉美國政府內部想法，不期望反修例運動有傷亡，認為越少暴力畫面越可迎合西方國家期望。Mark Simon曾邀請陳梓華和李宇軒與美國參議員Rick Scott見面，講述香港情況，並祝福不要提及「攬炒團隊」及曾墊支登報計劃的人，包括他和黎智英。
4月17日至19日，陳梓華說，李宇軒曾想邀請外國議員在2019年來港為區議會選舉監選，Mark Simon資助50萬。2019年11月區議會選舉後，Mark Simon誇贊監選活動做得好，並將黎智英的一間空置的離岸公司轉讓給他作為報酬。2019年11月至12月，黎智英同Mark Simon已開始研究「初選」，黎智英在2020年1月已向一間歐洲公司委託研發初選公投的應用程序。 當時，黎智英計劃結合街頭、議會及國際力量「推爆政府」，提出與「攬炒巴」劉祖廸見面商討組建「領袖團隊」，陳梓華、黎智英、劉祖廸、李永達夫婦、何俊仁夫婦、「台獨」分子前民進黨主席施明德及夫人最終於2020年1月在台北會面，黎智英想要「老泛民」主導整條國際線， 他希望團結議會、海外組織、街頭力量、國際線及商人等以達到「支爆」，即「中國經濟及政治崩塌」，長期爭取國際認同、爭取制裁向港府施壓。黎智英還曾提出資助10千英鎊培養劉祖迪成為政治明星，被其拒絕。
4月23日至24日，陳梓華提到，他曾認為，國安法實施後，黎智英會第一個被捕，黎智英曾打算團結「國際線」和攬炒派，令整個運動的國際線有明確的方向。國安法實施後，陳梓華曾勸説黎智英停止倡議制裁，以免觸法，黎智英表示不擔憂，還動用資金、人脈以支持並促成「初選」，陳梓華曾勸黎智英離開香港被拒絕，稱「會戰至最後一刻」。Mark Simon曾提到，他和黎智英都認為被捕是好事，會「幫助提高《蘋果日報》的銷量」，還勸説陳梓華繼續參與國際遊説、推動國際社會對香港的制裁。黎智英曾執導「重光團隊」認識外國顧問推動制裁中國大陸及香港特區，Mark Simon建議眾籌資金聘請美國政治顧問公司撰寫負面報告給美國政府，強調香港情況會威脅美國利益，從而推動制裁、實行經濟封鎖，重光團隊每週向Mark Simon匯報進展。Mark Simon曾提到，不需要擔心李宇軒被捕對「重光團隊」運作的影響，他們的「Plan B」是推舉劉祖迪赴美國不同大學巡迴演講，讓美國人更容易接受「反華政策」。Mark Simon曾表示陳梓華不用擔心被捕，提到黎智英會為他安排「美國後路」。
4月25日至29日，陳梓華指出2020年6月是最後一次見黎智英，在國安法實施後，兩人沒有再聯繫，黎智英也未指示他做違法的事，但他認為既然黎智英面臨國安法都能無畏無懼，受到了鼓舞認為應該繼續推動制裁。 陳梓華指出，黎智英與陳梓華2019-2020年多次會面，黎智英吩咐他向勇武派傳話減少暴力，會削減國際支持，但稱黎智英未提過放棄暴力。陳梓華承認他曾向警方謊稱與李宇軒不熟、李宇軒並非「重光團隊」一員，企圖令李宇軒脱罪，他曾協助李宇軒離港及安排安全屋。
5月6日至7日，陳梓華指出黎智英想要組織及主導一個橫跨「和理非」和「勇武派」的「大台」，主導整個社會運動，他認為「勇武派」是令抗爭保持熱度的原因。黎智英希望透過「重光團隊」協調和控制「勇武派」，圖謀組織「和勇大台」，更最先構思搞立法會選舉「初選」，以最終達到結合街頭、議會和國際三股勢力推翻政權之目的。陳梓華提到，他曾因擔憂國安法考慮停止「打國際線」，但最終被黎智英説服繼續做違法的事。

### 前壹傳媒運營總裁周達權
5月7日至9日（開審第七十一至七十三日），第六名控方證人，壹傳媒集團運營總裁兼時任從財務總裁周達權做供。7日，職集團營運總裁兼財務總監期間，周達權除了負責確保集團能正常營運，以及管理公司的廣告營銷、財務事宜等外，亦有擔任黎智英的私人公司的股東，當中包括力高顧問有限公司、LAIS Hotel Properties Limited等，代黎智英以信託的形式持有股份；就私人公司的事務，他需要向黎智英及其助手Mark Simon彙報。周達權提供的一封電子郵件顯示，2019年5月黎智英曾向Mark Simon轉賬一筆300萬元的款項，供他進行「Special Project」。周達權同時為黎智英離岸公司「Lacock」董事，2020年1月起，陳梓華轉為公司新股東及董事作為酬勞，因為陳能夠幫黎智英做事。
8日至9日，周達權承認，他會管理黎智英的私人賬户，曾批核由黎的私人户口匯款200萬美金至其加拿大公司，用途為「Mark's （Mark Simon）Project」；黎智英有向助手Mark Simon私人發放20萬美金年終獎金；黎智英還經民主黨前主席李柱銘代有關團體要求，匯款500萬港元貸款予李宇軒墊支文宣廣告費。周達權供稱，自其任職營運總裁後，每週參與「飯盒會」，討論與反政府運動與「黑暴」相關主題，希望獲得外國的制裁，黎智英會在會上給予採編指示。

### 專家證人王貴國供詞
5月10日 （開審第七十四日），控方讀出專家證人、香港城市大學法律學院教授王貴國的書面供詞。證詞提到提到美國時任總統特朗普在2019年11月27日簽署《香港人權與民主法》，該法案向被中央政府或香港政府檢控、拘禁及定罪的人士提供申請簽證的便利，並會每年就香港違反美國出口管制法律等相關議題索取報告，《香港人权与民主法案》的针对对象为负责域外引渡、随意拘留和折磨在港人士，以及严重违反人权的人士,但当中「负责」、「随意」和「严重」为主观用字，需与美国其他法律一同诠释,他认为误解甚至滥用无可避免，《香港人權與民主法案》的針對對象爲負責域外引渡、隨意拘留和折磨在港人士,以及嚴重違反人權的人士,但當中「負責」、「隨意」和「嚴重」爲主觀用字,需與美國其他法律一同詮釋，他認爲誤解甚至濫用無可避免。

### 國安處人員黎國勇
5月17日至20日（開審第七十八日至七十九日），國安處警署警長黎國勇作供確認，他曾到荔枝角收押所探望張劍虹及至少14次探望陳梓華約670分鐘，錄取口供，辯方大律師關文渭爭議黎國勇多次和控方從反正人見面、談論證供，屬訓練證人和指導證人，警長稱交談純屬「人性化處理」。

### 播放「Live Chat with Jimmy Lai」等影視資料
5月20日至6月12日（開審第七十九日）控方開始播放黎智英訪談節目「Live Chat with Jimmy Lai」等涉案影視資料，承認《蘋果日報》反共，提到「香港非常需要外國勢力」「很想CIA、美國、英國和外國影響我們，他們的支持是我們唯一可以能夠支撐下去的」「不怕坐牢」「不介意被稱為漢奸」，並強調自己反對「港獨」。他曾在《國安法》實施翌日接受美國媒體訪問，形容《國安法》凌駕本港法治，但他若離開香港會令自己蒙羞，也會使《蘋果日報》失去誠信。黎智英談及2020年8月，《蘋果日報》大樓被搜查，自己已接近生命最後階段，即使被捕，沒有一刻在手銬下感到屈辱。他在節目中提到「如果美國人發聲表達支持，美國政客會注意到及有所反應，是對香港非常好的救贖」，也是能令他安全、幫助香港的唯一方法。
22日至23日，黎智英在訪談中提到，《國安法》實施後，不少參與社運人士離港，沒有人可責怪他們，他自己不會離開，生命的意義不僅在乎自己。他在節目上批評《香港國安法》破壞法治及是非黑白，呼籲在美國的選民投票給特朗普，因特朗普可以給中國帶來更大的危害。黎智英在訪談中邀請外國反華政客壹傳媒前董事祈福德（Mark Clifford）及「美國在台協會」前任主席薄瑞光（Raymond Burghardt）抹黑香港國安法，鼓動離港的「示威者」繼續「抗爭」，以謀求外國政府的支持，更公然支持美國利用中國台灣地區作為對抗中國的「槓桿」，並鼓吹美國對台灣地區售武有助於台灣經濟發展的謬論，聲稱台灣要尋找「同盟」，批評對時任特首林鄭月娥辦事的人都很醜陋。黎智英煽動、支持西方國家實施科技禁令，會嚴重打擊中國經濟的發展，科技制裁令台灣科技成為亞洲的技術中心，美國無可避免地需要加大對台灣的軍事支持，美國更有可能從日本向台灣部署軍隊。黎智英讚揚時任總統特朗普對應中國的方式，手段比拜登更實際，面對強大如中國的國家必須採取強硬的方式（play hardball），國際社會只能令中國改變，否則被中國改變，美國的強硬立場會為中國的崛起做準備。
23日，訪談節目中，黎智英邀請了香港榮休樞機主教陳日君做嘉賓，讚揚陳日君當時雖已88歲高齡，仍遠赴羅馬求見教宗商討香港教區主教繼任人安排，即使最後失敗而回，他的行為仍令人欽佩；黎批評梵蒂岡與中國簽署秘密協議，如出賣內地的「地下教會」，並問陳日君如果香港教會被迫成為「愛國教會」，會否考慮成立「地下教會」，黎稱若成真會成陳的第一個信徒；陳卻回應稱「地下教會」不應有領袖，應由大家一起去成立。
24日，繼續播放訪談節目，提及「12港人」事件，呼籲香港人發聲，希望國際社會施加壓力，公然請求外國反華政客及官員，迫使中國內地釋放「12港人」或將他們移交到香港。提到蔡玉玲被捕一事，黎智英認為政府威嚇傳媒；談及2020年美國總統大選，指特朗普對華措施有效，對其敗給拜登非常傷心，認為拜登將嘗試修補與中國的關係。2020年11月訪談節目中，黎智英還稱，《蘋果日報》在恐懼中運營，員工冒着被捕風險，警方之所以未對《蘋果》採取行動是要展示言論自由，待時機成熟政府會將《蘋果日報》取締。
27日至28日，繼續播放訪談節目，視頻顯示黎智英曾於2020年11月13日節目上邀請彭定康等外國政客做嘉賓，提出《國安法》生效後，香港再沒有上街示威抗爭的空間，無法在立法會內抗爭，世界會忘記香港，他認為與外國勢力勾結存在風險，但他越是危險，越能為香港爭取更大的關注，若他能入獄，抗爭效果會更好。黎智英又於2020年12月1日主持線上節目時抨擊中國政府隱瞞新冠疫情，令疫情擴散至全球，並形容中共中央總書記習近平是絕對的獨裁者、「毛澤東第二」。黎智英提到，拜登沒有特朗普政府對中國強硬，質疑拜登是否會為香港人出頭。黎智英還在影片中提到，香港即將成為「一國一制」，傳媒、司法、教育都會收到影響，警隊將會無法無天，鼓勵港人堅守法治和自由；提議發展體制外公民議會，讓議會充權成為一個正式的組織，強大到足以影響政府施政；重申離港不是他的選項，香港是他的家而這是他的宿命，他會堅持抗爭，永遠不會認罪，認為歷史會站在他一方。黎智英還評價，香港人信奉西方價值觀，對中共政權而言比新疆的回教更危險，認為香港會變成新疆，甚至更嚴重。
29日，庭上播放黎智英2019年7月受訪片段，節目中他評價修訂《逃犯條例》是損害港人法治及自由的「額度陰謀」，呼籲港人必須抗爭，還評價《國安法》提到中央若立《國安法》，將令香港失去國際金融中心的地位，此舉等同時放棄了「會生金蛋的鵝」，強調他願意為香港犧牲、坐牢、放棄生命。節目中他與前美國陸軍副參謀長基恩（Jack Keane）、前美國國防部副部長伍夫維茲（Paul Wolfowitz）、美台商會會長韓儒伯（Rupert Hammond-Chambers）共同出席，表示香港需要美國支持，呼籲美國在談判貿易協議時對中國使用道德權威，聲言若外國與中國冷戰，香港會站在美國一邊，犧牲性命、自由、所擁有的一切，站在前線「為美國而戰」。他亦承認自己在2019年7月8日會見時任美國國務卿蓬佩奧（Mike Pompeo）、時任美國副總統彭斯（Mike Pence），也在2019年7月9日會見一些資深參議員，敦促美國政府支持香港。
6月4日-5日，庭上播放視頻顯示黎智英支持美國前總統特朗普利用新冠病毒懲罰中國政府，希望美國扮演好角色抗衡中國，向中國實時制裁及懲罰。控方檢舉黎智英手機資料片段發現，其中包含英國反華政客羅傑斯（Benedict Rogers）的反華宣傳片段。

### 鼓勵學生上街遊行
2025年2月11日，控方呈交了2019年4月27日黎智英與陳沛敏之間的訊息對話。控方據此指控黎智英曾指示其下屬利用《蘋果日報》作為宣傳工具，旨在激發更多所謂的「聯署學生」參與抗議活動。針對上述指控，黎智英表示認可，並承認曾在訪談節目中形容「這麼多年來我們是反共的」、「我們是反對派的報紙」。
2025年2月12日，黎智英同意「聯署學生」可包括中學生及大學生，並希望鼓勵更多學生參與「6.9大遊行」，並再度確認「一人一相」行動目的是希望更多中學生及大學生參與「6.9 大遊行」。

## 海外發聲

### 英國
當地時間2023年12月12日，英國外相卡梅倫會見了黎智英的兒子黎崇恩，敦促中國及香港政府釋放黎智英，英國外交部也在與會後表態反對《國安法》的實施，號稱會繼續支持黎智英和香港民眾。
當地時間2023年12月18日，英國《衛報》發佈評論《The Guardian view on Jimmy Lai: this sham trial is another bleak day for Hong Kong》，稱黎智英“可能會在監獄中度過餘生，這象徵著對新聞自由和其他權利的鎮壓”。
當地時間2024年1月11日，英國首相辛偉誠公開表示支持黎智英，稱其為“言論自由的捍衛者”，認為該案件審判是出於政治動機。

### 美國
當地時間2023年12月19日，美國《華盛頓郵報》發佈評論《Show trials and fake elections are destroying Hong Kong》，稱“不允許獨立思考和抗議”的《國安法》正在審判“民主衛士”黎智英，香港正在付出代價，逐漸失去自由市場和法治。
當地時間2024年1月17日，在白宮新聞發佈會上，新聞發言人卡琳·讓-皮埃爾表示美國對中國實施港區《國安法》的譴責，呼籲立即無條件釋放黎智英。
當地時間2024年3月1日，美國駐港總領事梅儒瑞接受《彭博社》訪問稱，中國對香港自由的鎮壓會削弱它作為金融中心的魅力，釋放黎智英等政治犯可改善香港的形象。

### 聯合國
2024年1月22日，聯合國人權理事會四名成員聯合發佈聲明要求香港特區有關部門撤銷黎智英對《國安法》相關控罪，呼籲立即釋放黎智英。

## 中國的反應

### 中央政府及官方媒體
2023年12月18日，針對美國國務院發言人、英國外交大臣、歐洲議會議員等政客關於黎智英的評論，外交部駐港公署發言人表示強烈譴責和堅決反對，稱其為“政治作秀”，稱美西方政客的言行只有干擾、破壞香港法治秩序。同日，外交部發言人汪文斌表示，香港是法治社會，執法部門會秉公辦案，認為美國、英國就案件的評論違背法治精神和和國際關係基本準則，稱其為“政治操弄”和“雙重標準”。
2024年1月16日，《人民日報》海外版發表評論稱，針對黎智英的案件，“美西方一些政客和媒體肆意編造一個又一個謊言，妄圖在該案審理上混淆視聽、誤導輿論”。1月17日，《人民日報》海外版稱“美西方一些政客接連跳將出來，對黎智英案指手畫腳、大放厥詞，美西方一些媒體也跟著張牙舞爪、口出狂言，妄圖對案件審理施壓干預。但是狂妄干預只能盡顯其醜陋嘴臉，註定無功且自辱”。
2月8日，外交部駐港公署發言稱，黎智英是反中亂港事件的策劃者和煽動者，是外部反華勢力的“代理人”和“馬前卒”，是香港亂局的幕後推手。對黎智英依法審判事關國家安全和法律尊嚴，根本不是少數外部勢力粉飾的“言論和新聞自由”問題。香港特區執法部門秉公辦案，司法機關依法審理，於法有據，天經地義。

### 香港特區政府及社會人士
2023年12月15日，香港保安局局長鄧炳強稱，黎智英案件開審前會做好安保工作，法庭需經過X光和搜查，警方會加強巡邏和搜查，以防有人騷擾檢控人員。
2023年12月18日，香港特區政府發言稱會依法處理黎智英，強調所有案件均是嚴格根據證據和依照法律處理，任何干預香港特區司法程式的行為都是破壞香港特區法治的做法，應受譴責；發表有意圖干擾或妨礙司法公正的言論，或作出有同樣意圖的行為，極有可能構成刑事藐視法庭罪或妨礙司法公正罪。行政會議成員、資深大律師湯家驊批評英美政客敦促香港政府釋放黎智英是政治攻擊手段，呼籲英美政客尊重法治精神，在審訊期間靜心留意雙方提出的證據，不要干預法庭審訊過程。
12月21日，香港政務司司長陳國基致函《華盛頓郵報》，強烈反對其對黎智英案的誤導性言論及對香港法治的抹黑，稱該案件正進行法律程式，任何人評論案件詳情都不合適。他強調所有案件的被告都會在香港適用法律下，受到公平審訊；被告權利亦受到基本法和《香港人權法案條例》保障。
2024年1月3日，外交部駐港公署斥責部分美西政客妄議黎智英案審訊，敦促其立即停止包庇反中亂港分子。香港基本法委員會副主任黃玉山批評，英美等國對黎智英案的評論會破壞香港司法體制，粗暴干涉特區事務和中國內政。
1月4日，香港立法會“A4聯盟”發言稱西方反華政客和機構罔顧事實，顛倒黑白，頻頻借黎智英的案件攻擊抹黑香港人權法治，妄圖煽動對華的鎮壓，政治意圖別有用心。
1月5日，針對英國政客、歐洲議會議員對香港特區法院審理黎智英案件的批判，詆毀中央對港政策和香港國安法，大批市民到英國駐港總領館進行抗議譴責。1月12日，民建聯、同心護港總會等社會組織紛紛抗議英國首相辛偉誠關於黎智英案件的發言。1月13日，工聯會社會事務委員會、香港海南社團總會等組織到英國駐港總領事館抗議，強烈譴責英首相指黎智英案件是英國政府首要處理事項，公然企圖干預香港司法制度。
2月8日，特區政府就四位美國駐香港總領事館、前美國駐香港總領事（前總領事）就黎智英的相關案件所作出的聯合聲明，表示堅決反對和強烈譴責，呼籲立即停止干預香港內部事務及獨立審判權。
11月17日，特區政府兩度發聲明表態，對外國政府及媒體等關於香港維護國家安全及黎智英案的偏頗及誤導言論，表示強烈不滿和反對，促請外國人士及組織尊重香港司法制度，不要干預香港的審訊。並譴責「黎智英海外國際法律團隊」發佈虛假訊息抹黑黎智英相關羈押安排，發聲明澄清相關事宜。

## 關聯事件

### 無國界記者被拒入境
2024年4月10日，無國界記者（RSF）組識駐台北倡議專員白奧蘭（Aleksandra Bielakowska）來港被拒入境，期間被扣查6小時，該組識稱白奧蘭原定就黎智英案聽審，這是首次有代表被拒絕入境，聲明指事件標誌本港新聞環境的改變。

### 梅如瑞評論黎智英案
美國駐香港及澳門總領事梅儒瑞（Gregory May）於2024年5月9日在網上出席由美國智庫「美國戰略與國際研究中心」（Center for Strategic and International Studies - CSIS）舉辦的一場名為「2020年以來香港自治遭受侵蝕對美國的含義」（The Erosion of Hong Kong』s Autonomy Since 2020 : Implications for the United States）的研討會。他強調了美國不會放棄香港，與它割裂或撤離，會仍然不斷與各界交流，將繼續呼籲釋放黎智英。
當日，外交部駐港公署發言人表示堅決反對和譴責，始終全面準確、堅定不移貫徹「一國兩制」「港人治港」、高度自治方針，香港國安法和《維護國家安全條例》為香港民主政治保駕護航。
2024年5月10日，特區政府針對梅如瑞言論，強調美國一直漠視香港2019年發聲的顏色革命，抹黑香港特區政府維護國家安全工作，促請美方認清國安法讓廣大香港居民生活和經濟活動回覆正常、營商環境恢復的事實。
同日，「保衞香港運動」「東區協進社」等多批市民團體自發前往美國駐港澳總領事館外抗議，強烈譴責美國駐港澳領事梅如瑞於美國戰略與國際研究中心研討會上妄議香港司法、替黎智英撐腰，警告梅儒瑞勿再做小丑戲損害中美兩國關係，停止插手香港事務。

### 代表黎智英的香港律師團隊羅拔臣律師事務所發聲明澄清與加拉赫等英國律師沒有業務關係
2022年2月英國律師加拉赫宣稱是黎智英國際律師團隊(另外三名成員均來自道蒂街大律師事務所)，一直被外界以為是黎智英聘用的「羅拔臣律師事務所」（Robertsons）招攬她效力。
2023年1月13日羅拔臣律師事務所發表聲明指團隊與「黎智英國際律師團隊」並無業務關係，更表明自己是黎智英唯一的代表律師團，撇清與加拉赫等英國律師的關係，該「國際律師團隊」並沒有參與黎智英的法律訴訟。

### 懷疑李宇軒在內地服刑期間受到酷刑和虐待
2021年8月，李宇軒被控串謀黎智英等人勾結外國/境外勢力，違反《香港國安法》而被捕。他曾在保釋期間逃往台灣，但後來在廣東海警的截獲下被送往深圳鹽田看守所服刑。在內地刑滿後被遣送回香港，李承認「串謀勾結外國勢力罪」，並在庭上作供指證黎智英。
2024年1月黎智英的「國際律師團隊」聲稱懷疑李宇軒在內地服刑期間受到酷刑和虐待，因此承認罪行並提供不利於黎智英的供詞。他們就此事向聯合國的「酷刑問題特別報告員」提出申訴。
2024年3月13日 李宇軒開始出庭作供時沒有向法官投訴曾遭酷刑逼供；在審訊期間，當辯方律師盤問李在內地海域被執法人員截停拘捕及囚禁一事細節，李亦完全未有提及其在拘留期間曾遭受不合理對待。

### 代表黎智英的香港律師團隊羅拔臣律師事務所發聲明澄清虛假申訴
2024年9月，自稱是黎智英國際律師團隊(四名成員均來自道蒂街大律師事務所)稱已向聯合國的酷刑特別報告員提出緊急申訴。申訴內容指，黎智英在監獄中每日只有50分鐘放風時間，無法獲得必要的運動和日光照射。黎智英患有糖尿病，入獄後體重下降，團隊指黎智英沒有得到合適治療。又指黎智英是虔誠的天主教徒，自其案件開審被拒絕領受聖餐。申訴引起多間海外媒體報導。
2024年9月27日代表黎智英的香港律師團隊羅拔臣律師事務所發聲明澄清，指出黎智英在獄中已得到適切治療。聲明強調，儘管黎智英在囚室內無法直接看到天空，但他仍可透過囚室外的走廊窗戶接觸日光。此外，他每天可在指定區域進行約一小時的運動。聲明指出，黎智英知悉他可以透過懲教署的特別安排領聖餐，但此安排要求神父為他一人主持彌撒。由於該安排相對不便，目前神父尚未提出相關要求。
2025年8月12日「無國界記者」（RSF）批評黎智英在「嚴峻條件」下遭單獨囚禁，未獲得專科治療屬「不人道」，並呼籲立即釋放黎。
2025年8月13日「美國人權基金會」及「香港自由委員會」（CFHK）亦發聲，認為黎智英被「不公」囚禁五年，促請美、英等國向中國施壓釋放黎。CFHK英國公關主管Robert Clark 表示，77歲的黎智英在惡劣環境下若罪成等於被判「死刑」，呼籲英國關注其公民權益。與此同時，《日經亞洲》刊登黎智英兒子黎崇恩專訪，透露父親近1700日單獨監禁，囚室無自然光、健康惡化。RSF進一步指黎處於「不人道環境」，健康岌岌可危，批評香港政府鎮壓新聞自由，國際社會關注持續升溫。
針對黎智英案的國際輿論，香港特區政府於8月13日晚發聲明，強烈譴責反華傳媒機構同外部勢力抹黑香港司法，批評其企圖美化犯罪行為同施壓法院，險惡用心昭然若揭。港府強調懲教署依法為黎智英提供安全健康照顧，單獨監禁係其意願安排，反對反華勢力失實言論同政治操作。香港新聞工作者聯會同日譴責無國界記者捏造事實、顛倒是非，違反新聞職業道德，意圖替違法分子開脫，呼籲支持特區司法，堅決反對外國勢力干預，認為此舉暴露反中亂港真面目。
2025年8月15日，黎智英案進行首日結案陳詞，黎智英的辯方大律師在庭上親口確認，黎智英在還押期間，每日均獲得懲教署安排的專業醫護人員探訪及進行身體檢查，包括量度血壓及脈搏，並明確表示對有關醫療安排「並無任何投訴」。法官杜麗冰在庭上亦指出懲教署對黎智英的健康狀況提供了全面且適切的照顧，並稱讚揚懲教署。
美國有線電視新聞網（CNN）報導指，香港法院因黎智英健康問題（心悸及可能暈倒）押後國安審訊，原本定於8月15日的結案陳詞因而延至8月18日。並指77歲的黎智英於監獄服刑超1600日，大部分時間單獨監禁，面臨終身監禁風險。辯方指監獄未提供藥物及心臟監察器。黎智英家人擔心其健康惡化，尤其於炎熱環境下被單獨監禁。
特區政府同日發聲明，強烈譴責包括CNN在內的一些外國媒體，罔顧黎智英案的法庭聆訊中所呈現的客觀事實，作出斷章取義、不盡不實的報道。有關報道企圖令公眾誤以為黎智英沒有獲得所需醫療服務，以抹黑黎智英所涉及的《香港國安法》案件，以及其羈押情況和醫療服務安排，旨在污衊和破壞香港法治，行為卑劣，違背新聞工作者專業操守。發言人強調，在公開法庭聆訊中，代表黎智英的資深大律師向法庭清楚表明，懲教院所為黎智英每日安排醫療檢查，且對黎智英在懲教院所內獲得的醫療服務沒有任何投訴。

### 指控黎智英在香港遭非法及任意拘留
2024年11月15日，「黎智英國際律師團隊」發聲明指，聯合國任意拘留問題工作組（UN Working Group on Arbitrary Detention）認定英國公民黎智英在香港遭非法且任意拘留，香港政府已侵犯黎的多項基本權利和自由，呼籲立即釋放他。
2024年11月17日香港政府發表新聞稿，譴責外國政府、政客、官員及媒體等對香港特區維護國家安全及黎智英案的偏頗及誤導言論，點名批評「黎智英國際律師團隊」散佈虛假訊息和抹黑行為。
過去亦曾有香港媒體報導，於2022年12月10日，黎智英因向科技園公司隱瞞力高顧問公司使用蘋果大樓而違反租契，經審訊後被裁定兩項欺詐罪成，被判處監禁 5年9個月，即黎智英需服刑至2028年，香港政府非法及任意拘留的指控並不成立。